# 빌 콘던
빌 콘던(Bill Condon, 1955년 10월 22일 ~ )은 미국의 영화 각본가, 영화 감독이다.
2017년 개봉된  뮤지컬  P.T.바넘의  생애를 그린  위대한쇼맨의 각본을 썼다.
1998년 영화 <갓 앤 몬스터>로 아카데미 각본상을 수상했다.

## 작품 목록
- 드림걸스 (감독)
- 시카고 (각본)